# Lanzenhaar
Lanzenhaar ist der nördlichste Ortsteil der oberbayerischen Gemeinde Sauerlach im Landkreis München.

## Geographie
Das Kirchdorf liegt etwa 20 Kilometer südlich der Landeshauptstadt München.
Lanzenhaar liegt im Norden des Hauptortes Sauerlach in einer Rodungsinsel im Deisenhofener Forst direkt an der Staatsstraße 2573 (vormals Bundesstraße 13), die zur Bundesautobahn 995 führt. Nächstgelegene Orte sind – neben dem Hauptort Sauerlach – Oberhaching, Otterloh sowie Brunnthal.

## Geschichte

### Alt-Lanzenhaar

#### Frühere Geschichte
Das historische Lanzenhaar ist nicht identisch mit der heutigen Siedlung, sondern lag direkt am heutigen Waldesrand bei der Kapelle St. Ulrich. Diese Kapelle stellte über viele Jahrhunderte den Lebensmittelpunkt der Alt-Lanzenhaarer dar. Dort wo sich heute der Wald gen Nordwesten erstreckt, befanden sich früher die Felder der Lanzenhaarer Bauern. Die Viereckschanzen im Lanzenhaarer Feld lassen vermuten, dass die Ursprünge Lanzenhaars auf eine alte Keltensiedlung zurückgehen, unklar ist allerdings, ob zur Zeit der Römer oder danach eine Neubesiedelung stattgefunden hat.
Die erste urkundliche Erwähnung der Siedlung liegt wohl zwischen 1003 und 1013, als die Edle Imma durch ihren Bruder Anno das Gut Ignoltesluz in Anzanhart (Lanzenhaar) gegen jährliche Einkünfte an das Kloster Tegernsee verschenkte:

„Traditio femine que dicitur Imma – Sciant omnes iustitiam sicientes traditionem, quam fecit quedam nobilis femina nomine Imma cum fratris sui Annonis ad altare sancti Quirini pro remedio anime sue suorumque parentum. Donavit quippe suum predictum, quod dicitur Ignoltesluz, in villa, que nuncupatur Anzanhart, situm tali lege, quatinus eidem singulis annis xxx modii frumenti, x scilicet modii spelte ac x sigalis necnon x avane, atque vi victime usque ad sue finem vite restituerentur. Que omnia indesinenter completa sunt. Huius donationis hi sunt testes: ipse Anno qui tradidit, Pero, Perhardus, DIetpertus, Sigihardus, Pernhardus.“

„Schenkung einer Frau namens Imma – Alle, die nach Gerechtigkeit dürsten, sollen an den Altar des Heiligen Qurin die Übergabe zur Kenntnis nehmen, die eine Edle namens Imma durch die Hand ihres Bruders Anno erließ zu ihrem eigenen Seelenheil und dem ihrer Eltern. Sie gibt ihr Gut Ignoltesluz im Hofgut des Anzanhart unter der Bedingung, dass ihr jährlich dreißig Maß Getreide, nämlich zehn Maß Spelz, zehn Maß Roggen, zehn Maß Hafer und sechs Lämmer bis zu ihrem Lebensende gegeben werden. Dies alles ist ohne Versäumnis erfüllt worden. Zeugen dieser Schenkung sind die folgenden: Anno selbst, der die Bestimmung vollführt hat, Pero, Perhardus, Diepertus, Sigihardus, Pernhardus.“

Anzanhart bedeutet schlicht Wald des Anzo. Der Name des Hofgutes Ignoltesluz hingegen bedeutet, dass ein gewisser Ignolt durch Losentscheid (luz = Los) ein Areal im Wald des Anzo zur Rodung und anschließenden Nutzung erhielt. Da die Schenkung zu Immas Heil und der Seelen ihrer Eltern geschah, kann davon ausgegangen werden, dass sie eine Tochter Ignolts war. Damit lässt sich die Entstehung von Anzanhart eingrenzen. Die erste kartographische Erfassung Lanzenhaars findet sich in den Bairischen Landtafeln des Philipp Apian aus dem Jahr 1596.

#### Hofmark Otterloh-Lanzenhaar
Die Geschichte der Hofmark Otterloh-Lanzenhaar beginnt 1688, als Peter Hieronymus Coda durch den Kurfürsten Maximilian II. Emanuel das erbliche Recht der niederen Gerichtsbarkeit auf den drei Höfen zu Otterloh sowie den zwei angrenzenden Höfen zu Lanzenhaar erhielt. Zu Beginn des 18. Jahrhunderts war die Hofmark-Gerechtigkeit umstritten und wurde erst 1723 endgültig der Witwe und den Erben des Peter Coda zugesprochen, danach Johann Baptist von Ruffini, ehe es 1733 schließlich dem Kloster Dietramszell zufiel.
Nach der Säkularisation 1802 standen nahe der Ulrichskirche zwei stattliche Höfe, der Falter (226,26 Tagwerk) und der Uli (214,42 Tagwerk). Das bayerische Urkataster zeigt Lanzenhar (sic!) in den 1810er Jahren als einen Weiler mit vier Herdstellen und der Kapelle. Nach Aufhebung der Grundherrschaft wurde 1848 der Besitzstand zum Eigentum. 1859 verkauften die Bauern ihren Landbesitz an das Königlich-Bayerische Forstärar. Die Gebäude wurden abgebrochen, die Felder aufgeforstet. Damit endete nach gut 850 Jahren die Geschichte von Alt-Lanzenhaar. Als Rest des Weilers blieb mit zehn Dezimalen Grund die Kirche St. Ulrich bis auf den heutigen Tag erhalten, dank der bischöflichen Weihe von 1710.

### Neu-Lanzenhaar
Nach Auflassung der Höfer Falter und Uli beginnt ein neues Kapitel in der Geschichte Lanzenhaars. Mit den Abbruchsteinen der alten Höfe wurden ab 1865 an der heutigen Haarer Straße zum benachbarten Otterloh drei neue Gehöfte gebaut. Beim Bau weiterer Häuser an der Tegernseer Landstraße holten die Bauarbeiter ihr Bier beim Röhrl in Otterloh. Das war für die immer durstigen Handwerker unbequem und zeitraubend zugleich. Daraufhin erhielt Anton Portenlänger eine Gaststättenkonzession und der neue Ort somit ein Wirtshaus als gesellschaftlichen Mittelpunkt. 1926 wurde der Ort an das elektrische Netz angeschlossen. Nach 1930 gab es beim Wirt auch ein öffentliches Telefon sowie 1935 einen zentralen Briefkasten. Über drei Generationen existierte die Restauration, bis der Betrieb aufgrund sanitärer Auflagen geschlossen wurde. Noch heute heißt das staatliche Anwesen an der Kreuzung Tegernseer Landstraße/Haarer Straße Beim Wirt.
1966 erhielt Lanzenhaar den Status eines Wasserschutzgebietes, denn in den Gemarkungen Oberhaching und Taufkirchen liegen vier Brunnen der Landeshauptstadt München. Aufgrund der Abwasser-Versitzgruben war damit ein obligatorischer Baustopp verbunden. Erst seit dem Anschluss an das Kanalnetz im Jahr 2004 kann wieder gebaut werden.
Von den unmittelbaren Kampfhandlungen während des Zweiten Weltkriegs blieb Lanzenhaar zwar verschont, dennoch war der Krieg ganz nahe: Alliierte Bomberverbände, die ihre tödliche Fracht über München nicht loswurden, warfen ihre Bomben westlich der Kapelle St. Ulrich im Wald ab. Die Spuren sind heute noch sichtbar. Während des Kriegs war in der Kapelle der Kommandostand einer Scheinwerferbatterie untergebracht. Um Platz dafür zu schaffen, wurden die Kirchenbänke in einer nahegelegenen Kiesgrube entsorgt, nach Kriegsende jedoch wieder in die Kirche gebracht. Im nahen Wald stand überdies zwei Baracken als Unterkünfte für Soldaten der Wehrmacht. Aufgrund der zunehmenden Luftangriffe auf München befand sich in Lanzenhaar ein ausgelagertes Lebensmitteldepot der Stadt. Am 1. Mai 1945 rückten die US-Amerikaner mit sieben Panzern und Infanterie an. Sie kamen aus dem Wald von Weber-Geräumt.
Lanzenhaar war ursprünglich Teil der Gemeinde Brunnthal. Seit dem 1. Mai 1978 ist Lanzenhaar ein Ortsteil der Gemeinde Sauerlach. Die heutige Siedlung erstreckt sich über die Waldsiedlung und die Forstsiedlung und hat insgesamt 223 Einwohner (Stand 2019).

#### Die Waldsiedlung
Die Waldsiedlung bildet den Grundstein für die Siedlung Neu-Lanzenhaar. In den 1920er Jahren wurde der in 1918 von Anton Bußjäger erworbene Grund auf drei Familien aufgeteilt. Die darauf erbauten Wochenendhäuschen ohne Wasser- und Elektrizitätsanschluss waren der Vorläufer der jetzigen Siedlung. Die ersten drei Häuser standen östlich der Tegernseer Landstraße. Gegenüber auf der westlichen Straßenseite begann Heinrich Mayer 1934 in einer kleinen Trinkhalle damit, Milch, selbstgemachtes Speiseeis, Waffeln und Schokolade an Radler und Ausflügler aus München auszuschenken. Anfang der 1940er Jahre wurde der Ausflugsbetrieb um einen konzessionierten Bierausschank erweitert.
Für das staatliche Programm „Neuschaffung deutschen Bauerntums durch Waldsiedlungen“ erwarb die Bayerische Bauernsiedlung GmbH, die heutige Bayerische Landessiedlungsgesellschaft, Anfang der 1930er Jahre vom Staatlichen Forstarär ein Waldstück in Lanzenhaar für eine Mustersiedlung. Im Jahr 1934 erfolgte die Rodung des Waldes, für die sechs Männer aus Sauerlach bestellt wurden, die zuvor beim Bau der damaligen Reichsautobahn 26 nach Holzkirchen beschäftigt waren. Zu einem Kaufpreis in Höhe von 25.000 Reichsmark erhielt Lorenz Eder aus Johanneskirchen ein Jahr später den Zuschlag für die Siedlerstelle. Während des Zweiten Weltkriegs erweiterte das Kriegsgefangenenkommando Sauerlach, das überwiegend aus französischen Soldaten bestand, die Anbaufläche mit einer Rodung nach Süden. Im Jahr 1990 wurde die Landwirtschaft aufgegeben, dafür eine Pferdepension eröffnet und 2003 um eine Trainingsbahn für Traber erweitert.
Um eine geregelte Bebauung zu gewährleisten und Heimatvertriebenen die Ansiedlung zu ermöglichen, wurde 1955 ein Bebauungsplan erstellt. Seit 2007 gehört die Waldsiedlung zum Ortsteil Lanzenhaar.

#### Die Forstsiedlung
Die Forstsiedlung, westlich der Staatsstraße 2573, entstand 1948 und gehört seit 2007 zu Lanzenhaar. Die amerikanische Besatzungsmacht veranlasste an dieser Stelle einen Holzeinschlag um ihre Einrichtungen in München, insbesondere die Verwaltungsgebäude der McGraw-Kaserne, mit Brennholz zu versorgen. Die fünf Häuser, erbaut von der staatlichen Forstverwaltung, wurden an ihre Angestellten vermietet.

## Sehenswürdigkeiten

### Römerstraße Via Julia
Durch die Ortschaft Lanzenhaar führte eine römische Militärstraße von Augsburg (Augusta Vindelicorum) nach Salzburg (Iuvavum), heute Via Julia genannt. In der Waldsiedlung an der Staatsstraße 2573 bei der Bushaltestelle steht ein Römerstein, der dort um 1850 von Maximilian II. errichtet wurde.

### Katholische Kapelle St. Ulrich (Filialkirche)

#### Namensgebung
Der Heilige Ulrich († 973) war zur Zeit der Ungarneinfälle Bischof von Augsburg. Durch die Verteidigung der Stadt hatte er am Sieg über die Ungarn auf dem Lechfeld am 10. August 955 einen wesentlichen Anteil. Nach seiner Heiligsprechung im Jahre 993 wurden ihm zur Ehre viele Kirchen geweiht. Umstritten ist, ob Ulrich im Jahr 952 persönlich auf seiner verbürgten Reise nach Ebersberg im damaligen Anzanhart predigte. In der Diözesan-Beschreibung von 1350 taucht die Kirche in Lanzenhaar als Filiale von Oberhaching auf, jedoch ohne Begräbnisrecht. Am 25. Mai 1710 weihte Johann Franz Eckher von Kaping und Liechteneck, der Bischof von Freising, den Altar. Das Inventarverzeichnis von 1720 führt zwei Glocken auf.

#### Neuere Geschichte
Das Kirchlein in seiner heutigen Form stammt aus dem 15./16. Jahrhundert. Es ist ein zweiachsiger Saalbau mit eingezogenem, dreiseitig geschlossenem kreuzrippengewölbten Chor, über dem sich ein schlanker Dachreiter mit Spitzhelm erhebt. Bei der Renovierung 1978 bis 1982 wurden Fresken aus verschiedenen Epochen freigelegt, u. a. über der Tür die Heiligen Martin und Ulrich (16. Jahrhundert) und an der Flachdecke Darstellungen des Heiligen Ulrich in der Schlacht auf dem Lechfeld (Mitte 18. Jahrhundert). Der barocke Hochaltar wird in die 2. Hälfte des 17. Jahrhunderts datiert. Nach dem Zweiten Weltkrieg wurde die Hochaltarfigur des Heiligen Ulrich aus der Zeit um 1500 gestohlen, die Herkunft der heutigen Figur ist ungeklärt.
Im Frühjahr 1942 wurden die Glocken abgenommen. Nach dem Zweiten Weltkrieg verschwanden zudem die beiden Holzfiguren der Märtyrerheiligen Paulus und Johannes, die den Triumphbogen flankierten. Heute werden die noch vorhandenen Kostbarkeiten das Jahr über an einem sicheren Ort aufbewahrt. Das Gebäude steht unter Denkmalschutz. 
Siehe auch: Liste der Baudenkmäler in Sauerlach

#### Die Umpfarrung nach Sauerlach
Pfarrer Anton Beer von Sauerlach bittet in einem Gesuch vom 8. Oktober 1844 um Aufnahme von Lanzenhaar, Otterloh und Portenläng in seine Pfarrei. Fast zur gleichen Zeit versuchen dies die Bauern vor Ort ebenfalls. Sie begründen ihr Begehren damit, dass eine Umpfarrung für Oberhaching kein großer Verlust wäre, da Lanzenhaar 22, Otterloh 70 und Portenläng nur elf Seelen zählten und zum Pfarrort eine, von Otterloh und Portenläng gar anderthalb Gehstunden betragen. Dennoch wurde die Umpfarrung zunächst abgelehnt. Erst 1867 kamen Lanzenhaar und Otterloh zu Sauerlach – damit wurde den seelsorgerischen Bedürfnissen der damaligen Zeit Rechnung getragen.